# Vincenzo Abbati
Pour les articles homonymes, voir Abbati.
Vincenzo Abbati, né en 1803 à Naples et mort en 1866 à Florence, est un peintre italien du XIXe siècle.

## Biographie
Père de Giuseppe Abbati, il commence sa formation artistique à Florence et ensuite à Venise où il effectue diverses commandes pour la duchesse de Berry.
Sa peinture traite majoritairement d'intérieurs et de paysages nocturnes, mais aussi des scènes générales et sujets historiques. Sa technique est accentuée par des effets de lumière et par un bel effet de perspective.

## Œuvres

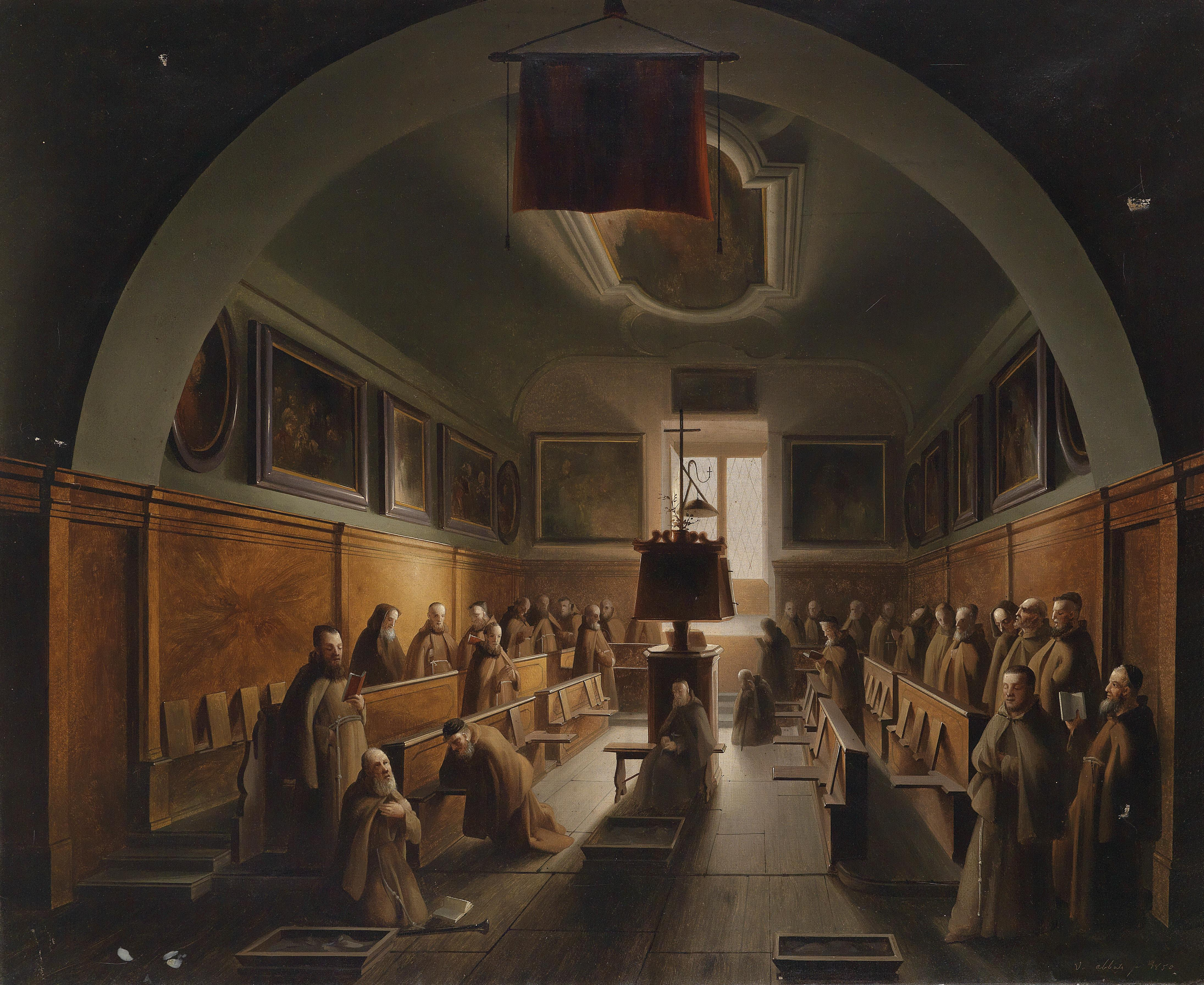
Moines dans la chartreuse de Padoue, 1850

- Le Monument du tombeau de Don Pedro (cathédrale de Palerme),
- Moines dans la chartreuse de Padoue,
- Chorale de frères dans l'église de Sant'Efremo Vecchio à Naples,
- Intérieur de l'église Frari,
- Chapelle de Minutolo,
- Grottes de Posillipo,
- Vue de Capri au clair de lune.